# Zakázaný ovoce
Zakázaný ovoce (stylizováno: zakázanÝovoce) je česká punk-rocková hudební kapela původně ze středočeských Říčan. Zakládajícími členy kapely byli v roce 2005 Jarda "Yaris" Sládeček, Štěpán "Mejdlo" Soukup, Jan "Hystrix" Kinšt a Kryštof "Hefr" Vondráček.

## Historie
Kapela zakázanÝovoce vznikla v roce 2005, kdy natočila první demo "Pouze na předpis", obsahující pět skladeb. Všechny tyto skladby se v podobném provedení objevily i na prvním řadovém albu s názvem FunguY!, které vyšlo v roce 2006. Jako singl byla z alba vybrána píseň Barová, ke které byl natočen i první klip kapely.

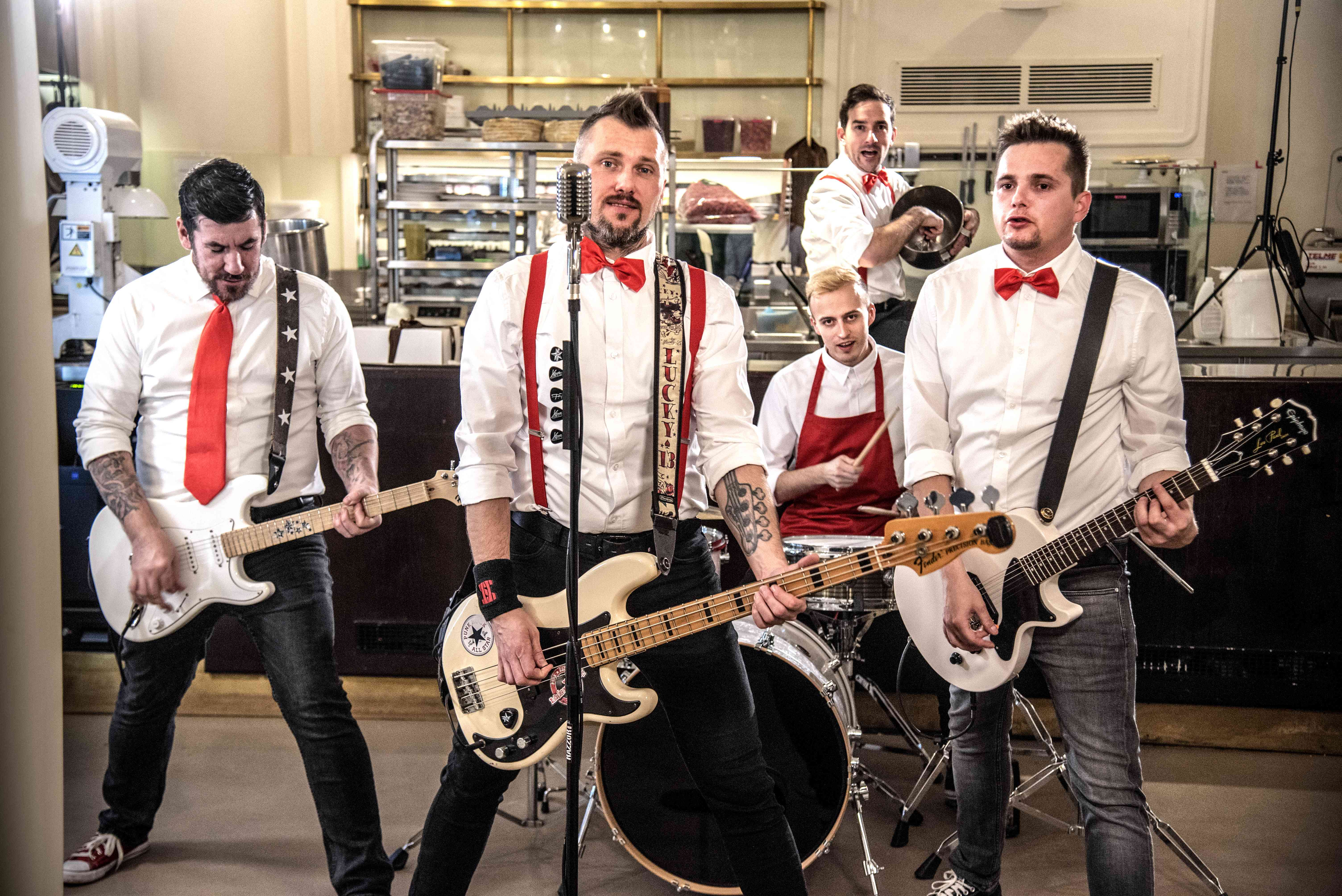
zakázanÝovoce 2023 – Horký maliny

Druhé řadové album Není co řeshit vyšlo v roce 2008 ve vydavatelství Cecek Records. Album obsahuje třináct skladeb a jako singl byla vybrána píseň Irská, ve které se zpívá o lásce k irské whiskey. K písni byl natočen také videoklip. Album byla natočeno v nahrávacím studiu Šopa v jihomoravském Lipově, stejné jako třetí řadové album.

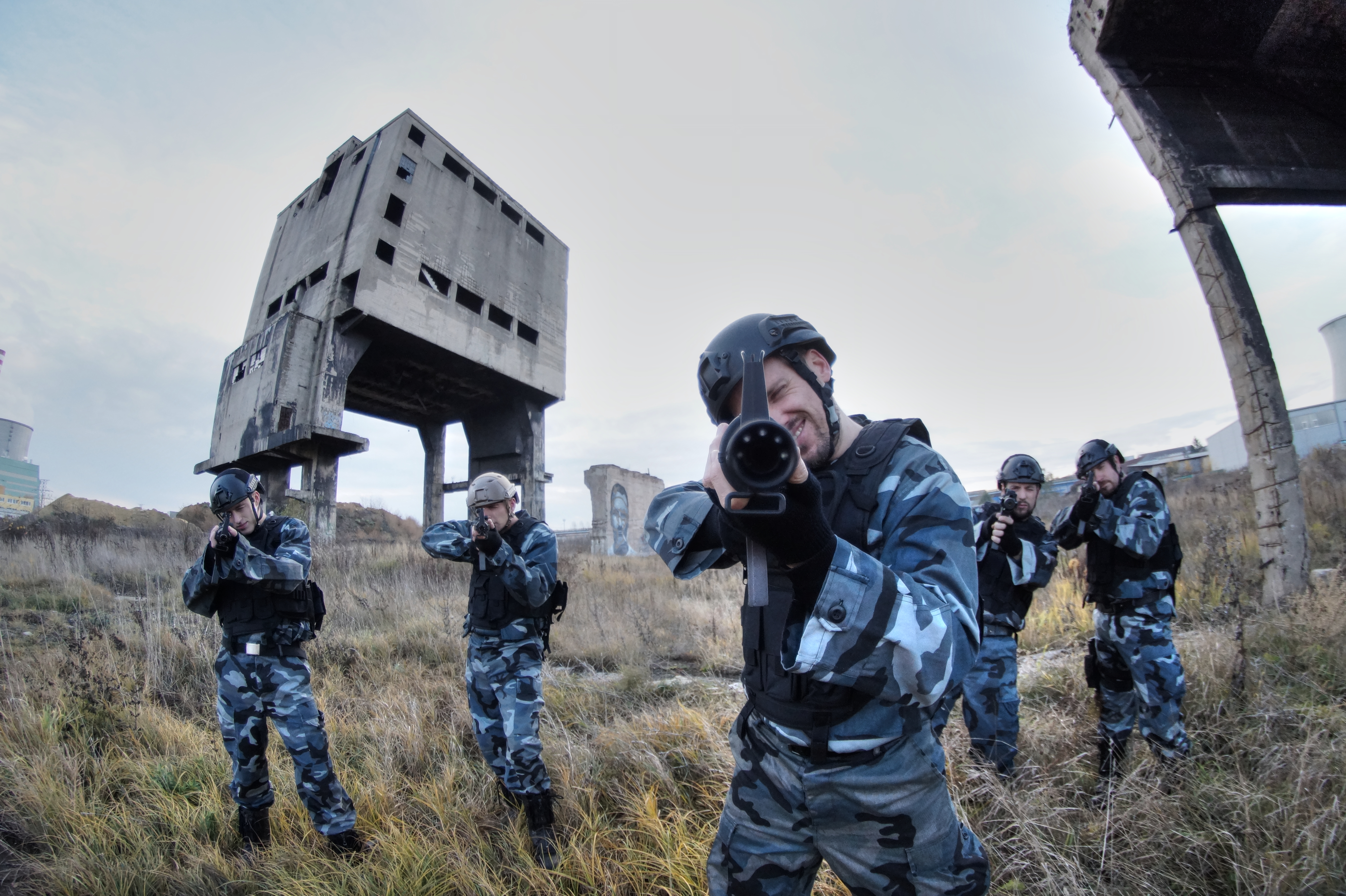
zakázanÝovoce 2019 – natáčení videoklipu "Za naše sny"

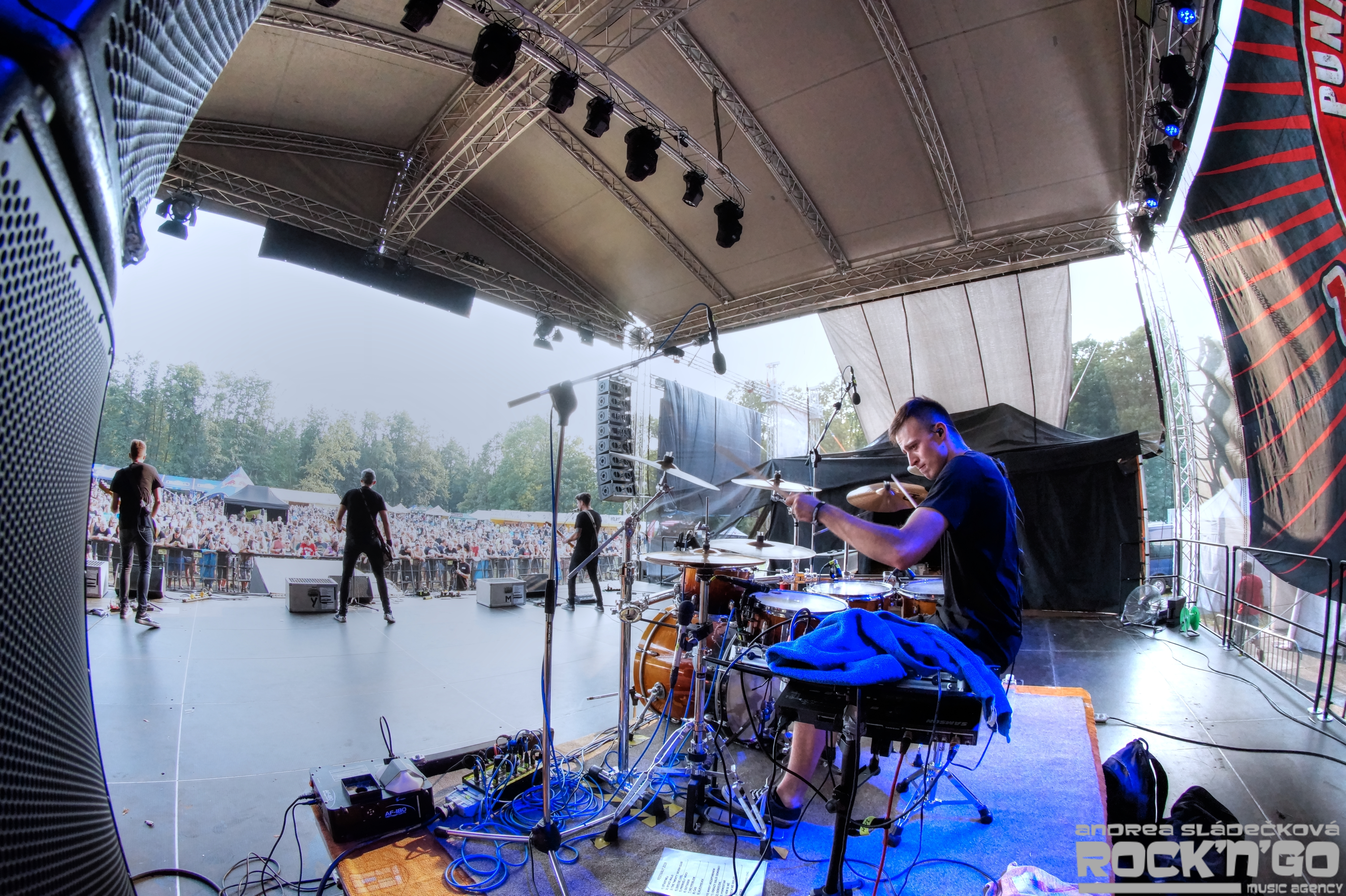
zakázanÝovoce 2019

V únoru roku 2010 vydala kapela jako předzvěst nového alba singl Suicide Girl s textem vztahujícím se ke komunitě SuicideGirls. Album Dost už bylo gest vyšlo 4. června 2010 a bylo pokřtěno na festivalu LaFest v pražském klubu Modrá Vopice, kde se role kmotra ujal Sváťa z kapely Totální nasazení.
Během roku 2010 se kapela účastnila soutěže Živák, pořádané agenturou Alfedus music a vysílané na televizní stanicí Public TV. Vítězstvím si zakázanÝovoce zajistilo účast na festivalu Masters of Rock, kde zahajovalo program na vedlejší Coca-Cola Stage.
V roce 2011 kapela vystoupila premiérově na festivalu Rock For People a na sociální síti Facebook se sešlo přes 6000 fanoušků.

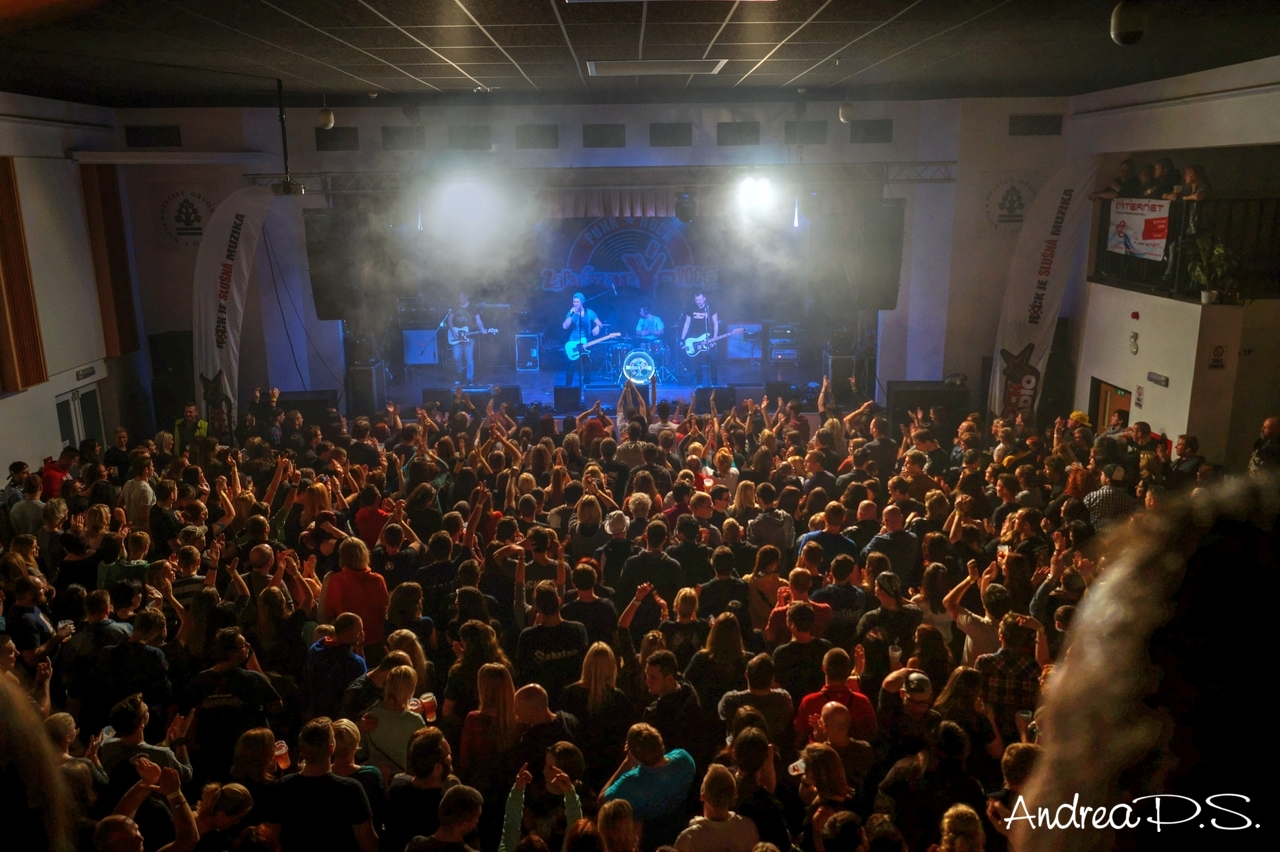
zakázanÝovoce 2016

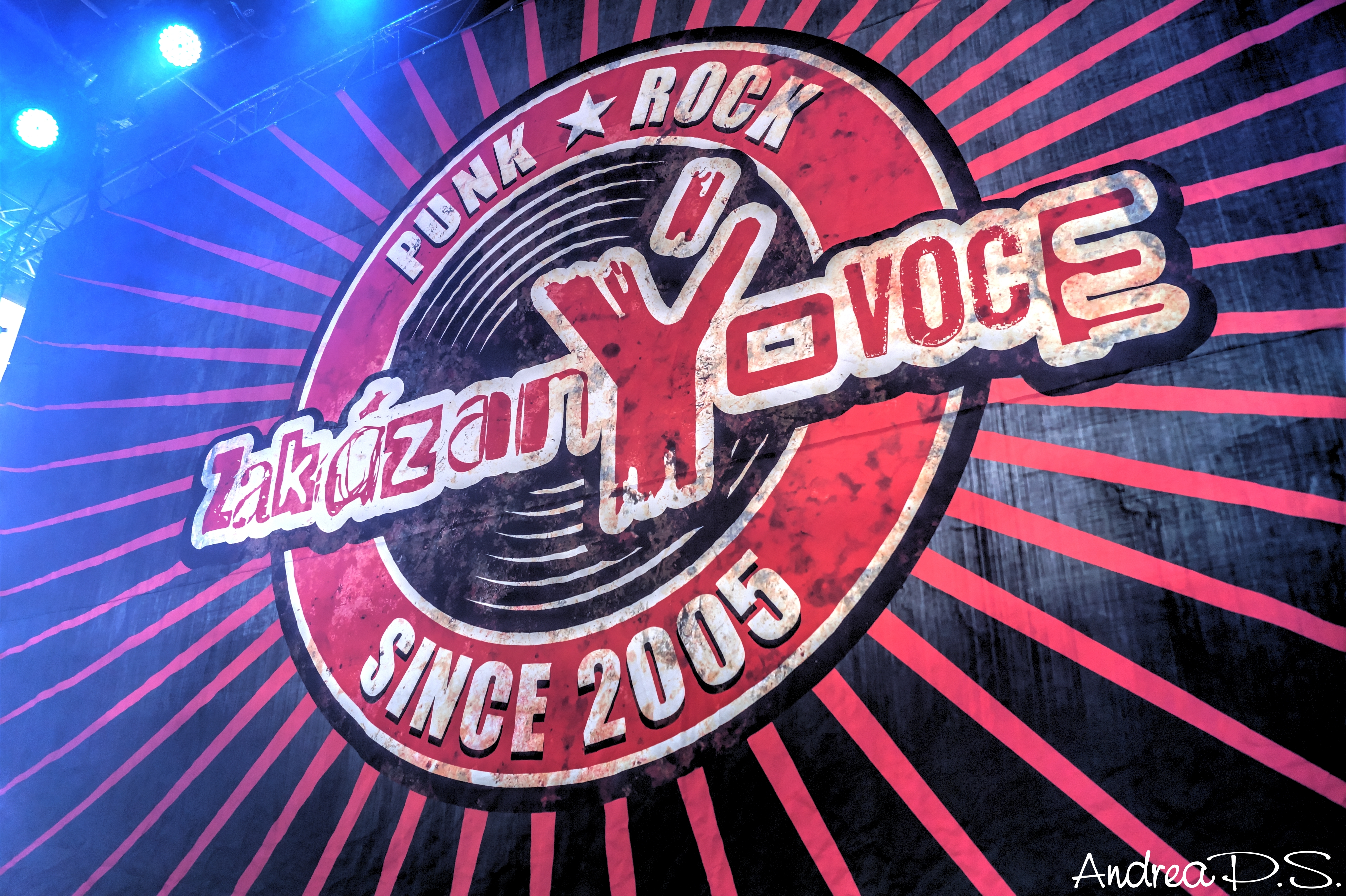
zakázanÝovoce 2016

V roce 2012 kapela natočila čtvrté řadové album pod vydavatelstvím Alfedus music s názvem Život se Tě neptá. Produkce se ujal Ecson Waldes ze studia Biotech s pomocí Hynka Tomana z kapely Support Lesbiens. V únoru tentýž rok vyjela na své první velké tour k nové desce s kapelou Totální nasazení. K CD kapela natočila 3 videoklipy k písním Vem si mě, Nech mě odejít a Groupie. V létě se kapela objevila už podruhé na festivalu Rock For People, ale také na hlavní stage Masters of Rock, nebo na festivalech Vysmáté Léto, Basinfire Fest a Strahov Open Air.
Na jaře roku 2013 se zakázanÝovoce opět spojilo s kapelou Totální nasazení a společně vyjeli na turné k nové desce Totáčů – Oceloví ptáci. V létě se kapela představila na festivalech Votvírák, Benátská Noc, Sázava fest, Natruc nebo slánský Valník. Podzim 2013 byl ve znamení česko-slovenského tour se slovenskou skupinou Zoči Voči. Dne 22. prosince 2013 odehrál s kapelou svůj prozatím poslední koncert spoluzakladatel kapely Štěpán Soukup. Nahradil ho dočasně kytarista Václav.
V letech 2014 a 2015 vznikly dvě alba. Páté řadové album Automat na lásku, ze kterého se natočily dva videoklipy – Automat na lásku a Zastávka na znamení. Na albu se objevil také singl Nikdy nezapomenem, ke kterému vznikl také videoklip, mapující česko-slovenské turné se Zoči Voči. V roce 2015 kapela natočila bilační desku k 10 letům kapely s názvem 10.
Na přelomu roku 2015/2016 kapelu opustil jeden ze tří zakládajících členů Pišto a s ním odešel také bubeník Franc, který v kapele působil 6 let a zaskakující kytarista Vašek. Do kapely zakázanÝovoce se na začátku roku 2016 k Yarisovi vrátil kytarista a zpěvák Štěpán. Za mikrofon s kytarou přišel Miloš Novotný a za bicí usedl Milan Zúbek. Kapela se vrátila k energičtější muzice a původnímu žánru punk-rock.
Po ustálení sestavy a nacvičení repertoáru přišla kapela s obnovenou verzí svého nejstaršího songu Genocida (2016) v podobě nového videoklipu, kde rekapitulovala zločiny proti lidskosti.
V květnu 2016 kapela vydala další singl a videoklip, tentokrát novinku Díky vám!, kterým Yaris jako autor textu a hudby udal nový směr kapely zakázanÝovoce – návrat k punk-rocku. Singlem se stejnojmenným názvem děkuje svým fanouškům za podporu a za to, že při kapele stáli v nelehkých chvílích na přelomu roku 2015/2016. Kapela se zároveň vydala na klubové/festivalové turné. Na konci září 2016 bylo vydáno šesté řadové album s názvem Díky vám!, které obsahuje 11 nových písní a již zmíněný remake songu Genocida. Spolu s vydáním alba Díky vám! vyjelo zakázanÝovoce na turné s českou rockovou kapelou Harlej.
V únoru roku 2017 se zakázanÝovoce představilo na Díky vám! tour k nové desce (Díky vám!, 2016) a v létě odjelo nabitou festivalovou sezónu. Kapela se objevila například na největším slovenském festivalu Topfest, Slavnostech pivovaru Ostravar nebo na festivalu v Přeštěnicích. Na podzim doprovodilo zakázanÝovoce slovenskou legendární kapelu Horkýže Slíže na halovém turné. To čítalo 25 koncertů po celé ČR a Slíže na něm oslavili svých 25 let existence.
V roce 2018 kapela oslavila na klubovém turné "Šťastných 13" své 13. narozeniny a oslavy pokračovaly až do podzimu, kdy zakázanÝovoce vyjelo na 13 LET OFFLINE TOUR se spřátelenou kapelou Jaksi Taksi. Ještě před začátkem turné odešel na vlastní žádost kytarista a zpěvák Miloš, který se za dva roky působení v kapele nedokázal ztotožnit s hudebním žánrem kapely. Za hlavní mikrofon se postavil baskytarista Yaris, který od začátku v kapele zastával doprovodné vokály. Jako nová posila se představil v září 2018 kytarista a zpěvák Petr Probst, který do té doby působil v kapelách 2x A Dost a Sierra Foxtrot.
Začátkem roku 2019 došlo ke změně na postu bubeníka, bicích se ujal Martin Semrád, mimo jiné dlouholetý žák bubeníka Marka Žežulky z kapely Divokej Bill. Už v tomto novém složení kapela vydala na jaře nový dvojsingl Šťastnej Outsider, který vyšel také jako digitální EP na Suprahonline.cz. K novým singlům a videoklipům Šťastnej Outsider zakázanÝovoce odjelo jarní turné s názvem OUTSIDER TOUR 2019, na kterém kapelu doprovodila opět kapela Jaksi Taksi. Koncem léta odešel jeden ze zakládajících členů kapely, kytarista Štěpán Soukup, který se rozhodl věnovat se dál svému sólovému projektu. Na jeho post přišel kytarista a zpěvák Jakub Večeřa, který působil například v kapelách Segment nebo Sleazy RoXxX. Koncem září a už v novém složení vyjela kapela na podzimní KOLAPS TOUR s kapelami Reckless a Zastodeset
Dne 8. prosince 2019 kapela vydala pilotní singl z připravovaného alba Svět se změnil (2020) a také videoklip "Za naše sny". Píseň vyšla v den devětatřicátého výročí smrti Johna Lennona. V létě 2020 kapela oslavila své 15. narozeniny v pražském Gauči ve Stromovce a kvůli covidové situace musela zrušit téměř celou festivalovou sezónu. Na podzim vynechala z důvodu pandemické situace podzimní turné a soustředila se na dotočení sedmého řadového alba Svět se změnil. To vyšlo 24. listopadu 2020 a obsahuje 11 písní včetně singlů Morfium, Svět se změnil, Vem mě s sebou, nebo zmiňované klipovky Za naše sny.
V roce 2021 kapela odehrála od května několik letních festivalů a na podzim vyjela na již potřetí přesunuté turné Svět se změnil Tour. Na dvou koncertech zakázanÝovoce doprovodila spřátelená kapela Totální nasazení, konkrétně v KD Želiv a olomouckém S Klubu, kde vznikl historicky první oficiální živý záznam. Ten vyšel jako celistvé album Živák v květnu 2022 a k němu kapela odehrála několik jarních koncertů. V létě se zakázanÝovoce vrátilo po pandemii na festivalová pódia a odehrálo festivaly JamRock, Pekelný Ostrov, Valník, Den Fotbalu v Poličce, tradiční Moták fest, ostravský Michal fest s mnoho dalších.
Na podzim 2022 zakázanÝovoce odstartovalo Živák tour, na kterém k sobě přibralo kapelu Wotazník, kterou nově zastupuje stejně jako zÝo agentura ROCKnGO.
Na jaře 2023 odjelo zakázanÝovoce spolu se spřátelenou kapelou Totální nasazení Crazy World Tour, na které představilo novinku Horký maliny a také se do sestavy po 4 letech ze sólové dráhy vrátil zakládající člen a kytarista Štěpán Soukup. Spolu s baskytaristou a zpěvákem Jardou Yarisem Sládečkem oslavili tito dva ze tří zakládajících členů kapely v roce 2023 dvacet let spolupráce. Kapela vydala k této písni 26. března 2023 také svůj 19. oficiální videoklip, ve kterém hlavní roli ztvárnili známý herec Matouš Ruml a zpěvačka (finalistka druhé řady SuperStar) Alžběta Kolečkářová. Kapela má na kontě několik milionových klipů na YouTube. Podzim byl ve znamení Opuštění děti tour s kapelou Koblížci.
V roce 2024 odehrála kapela jarní a podzimní turné s kapelami Totální Nasazení a Jaksi Taksi a vydala dva nové sinly "Miami" a "Nepřestanem snít", který se pojí k oslavám výročí 20 let kapely v roce 2025.

## Sestavy kapely

### zakázanÝovoce
- Jarda „Yaris“ Sládeček – zpěv, basová kytara (2005 – do současnosti)
- Štěpán „Mejdlo“ Soukup – kytara, zpěv (2005 – 2013; 2016 – 2019; 2023 – do současnosti)
- Petr „Pepek“ Probst – kytara, zpěv (2018 – do současnosti)
- Filip Wintr – bicí (2024 – do současnosti)

### Bývalí členové
- Martin Semrád – bicí (2019–2024)
- Jakub Večeřa – kytara, zpěv (2019–2023)
- Milan Zúbek – bicí (2016–2019)
- Miloš Novotný – zpěv, kytara (2016–2018)
- Jan „Pišto“ Kinšt – zpěv, kytara (2005–2015)
- Václav „Láska“ Vaňura – kytara, zpěv (2014–2015)
- František „Franc“ Jeništa – bicí (2009–2015)
- Kryštof „Hefr“ Vondráček – bicí (2005–2009)
- Adéla „Áda“ Zemanová – saxofon, akordeon (2005–2007)

## Diskografie
- Nepřestanem snít (singl) – 2024
- Miami (singl) – 2024
- Horký maliny (singl) – 2023
- Svět se změnil (album) – 2020
- Šťastnej Outsider (EP) – 2019 (vydáno pouze v digitální podobě)
- Díky vám! (album) – 2016
- 1♡ (album) – 2015
- Automat na lásku (album) – 2014
- Život se Tě neptá (album) – 2012
- Dost už bylo gest (album) – 2010
- Suicide Girl (singl) – 2010
- Není co řeshit (album) – 2008
- funguY! (album) – 2006
- Pouze na předpis (demo EP) – 2005